# Щербанівська сільська рада (Полтавський район)
Щербанівська сільська рада — колишній орган місцевого самоврядування у Полтавському районі Полтавської області з центром у селі Щербані.

## Населені пункти
Сільраді були підпорядковані населені пункти:
- c. Щербані
- с. Гора
- с. Горбанівка
- с. Нижні Млини
- с. Розсошенці
- с. Тютюнники
- с. Шмиглі